# Epitausa rubrifusca
Epitausa rubrifusca là một loài bướm đêm trong họ Erebidae.